# Sant Fruitós de Quadres
Sant Fruitós de Quadres o Sant Fruitós del Grau és una església amb elements romànics i gòtics de Gurb (Osona) protegida com a bé cultural d'interès local. En concret, està situada dins la demarcació de l'antiga vil·la rural de Quadres (974). L'església és preromànica, existia ja el 948. Consta d'una nau amb un absis rectangular, l'aparell és de pedra trencada de marge de la Plana de Vic, i de grans blocs angulars.

## Descripció
Es tracta d'una petita església d'una nau, de planta rectangular acabada en absis semicircular per la banda de llevant, coberta a doble vessant de teula àrab i ràfec amb imbricació de teula àrab doble amb una tirada de rajols plans entremig.
Els murs són de maçoneria amb carreus irregulars i cantoneres de blocs de pedra ben escairats i disposats. A l'absis les filades regulars, mentre que a la resta dels murs el parament és més irregular. Destaca un gran bloc de pedra situat sota la finestra de l'absis, amb incisions que imiten el carreuat.
L'edifici presenta tres etapes constructives diferenciades. La part més antiga és el tram situat entre la nau i l'absis, correspon a l'època preromànica que originàriament seria més alt i cobert amb fusta i actualment coberta amb una volta. L'abis correspon a l'època romànica, està ben lligat amb el tram central, coberta amb volta reformada modernament. La nau està lligada de forma poc definida amb la resta, i té reconstruccions de diferents èpoques, com la porta, les voltes i el mur de ponent. Els inicis de la construcció de l'església es troben al segle x, amb una ampliació als segles xi i xii i altres modificacions puntuals entre els segles xviii i xix.
La nau principal és coberta interiorment amb dues voltes d'aresta de rajol pla, d'època barroca, seguida del presbiteri que té coberta de volta de canó de pedra. Ambdós elements queden lligats per una arcada feta de pedres posades de cantell. El presbiteri és lleugerament més baix i més estret que la nau, i el conjunt que forma amb l'absis està lleugerament desviat cap a tramuntana respecte la nau.
La decoració exterior de l'absis és un fris de set arcuacions llombardes, amb una finestra central de doble esqueixada emmarcada amb carreus treballats. A la part inferior del mur hi ha un carreu de notables dimensions decorat amb incisions que imiten l'aparell. El mur frontal de l'edifici original fou substituït a inicis del segle xii, prolongant el santuari amb absis de planta semicircular.
Al mur de migdia hi ha oberta una altra finestra d'una sola esqueixada amb obertura exterior tallada d'un sol bloc de pedra, molt estreta, tipus espitllera.
La façana principal, orientada a nord, presenta un portal al centre emmarcat amb una llinda sostinguda sobre dues mènsules. Per sobre la llinda hi ha un arc adovellat de mig punt amb un timpà pla de pedra al mig. Probablement es tracti d'una porta refeta en el moment que es construí l'absis nou. La porta segueix els models d'època preromànica.
La façana oest, oposada a l'absis, està coronada per un campanar d'espadanya d'un sol ull, amb coberta de lloses.
L'interior de la nau està enguixat i pintat, amb una decoració de cortinatges molt malmesa, a banda i banda de la capçalera de la nau. Presenta un sòcol gris fosc i una orla amb la data 1868, a la paret de migdia, en què es degué fer la darrera intervenció. El paviment és de rajol ceràmic quadrat.

## Història
Església filial de Granollers de la Plana, antigament coneguda per Sant Fruitós de Quadres.
Ja existia el 948 i fou ampliada en època romànica amb un petit absis i més tard amb un portal amb timpà llis a la part Nord. En època gòtica s'hi construí una volta que reemplaçà l'antic sostre embigat.
Ha patit diverses restauracions i modificacions, l'última de les quals l'any 1868, quan va ser feta la volta actual.
No té culte d'ençà de la Guerra Civil (1936).
Actualment no s'hi celebra culte i el seu estat d'abandonament és llastimós.